# Florian Schneider (Sänger)
Florian Schneider (* 7. September 1959 in Basel) ist ein Schweizer Sänger, Liedermacher, Schauspieler, Erzähler und Kolumnist.

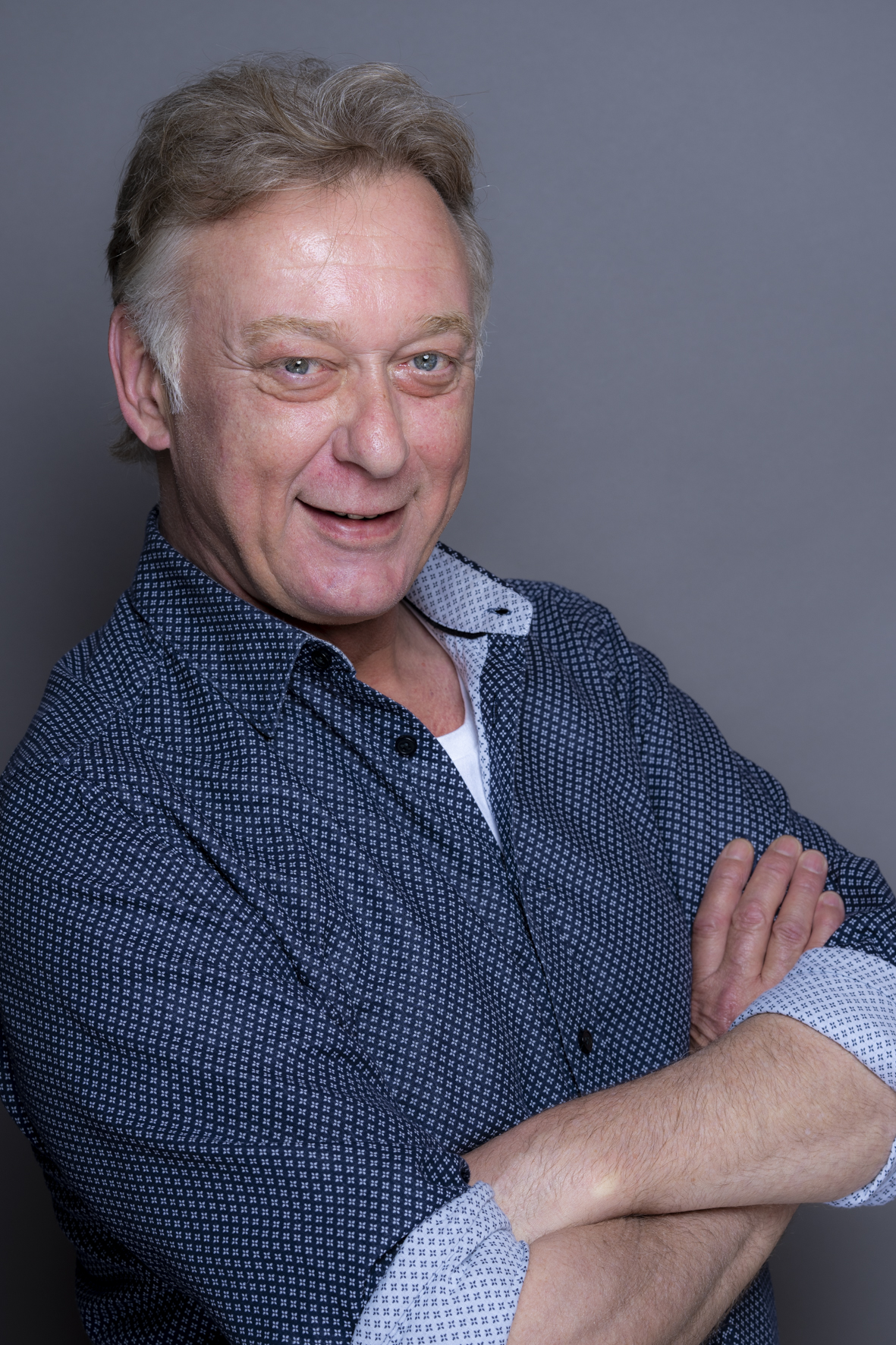
Florian Schneider (2022)

## Leben und Wirken

### Ausbildung
Als Sohn des Baselbieter Architekten und Kulturschaffenden Max Schneider (1916–2010) in Basel geboren, verbrachte Florian Schneider seine Kindheit in Liestal und Reigoldswil und besuchte später das anthroposophische Internat Schlössli in Ins. Bereits als Jugendlicher komponierte er eigene Lieder in Baselbieter Mundart und begleitete sich dazu auf der Gitarre. Nach seiner Erstausbildung am Seminar in Liestal erhielt er ab 1981 Privatunterricht in Belcanto-Gesang bei Eva Krasznai-Gombos in Basel und studierte danach als Stipendiat des Migros-Genossenschaftsbundes von 1982 bis 1984 am Studio für Musik und Theater der Musik-Akademie der Stadt Basel bei Thomas Härtner und Erich Holliger (Schauspiel) sowie Rainer Altorfer (Rollenstudium und Interpretation). Weiterführende Gesangsstudien absolvierte Schneider von 1984 bis 1985 am Internationalen Opernstudio Zürich bei Marc Belfort und Thomas Blum sowie privat bei Heinrich von Bergen in Bern.

### Karriere

#### Oper, Operette und Musical
Während seiner Ausbildung zum Opernsänger sang Schneider bereits profilierte Tenorpartien in Mozarts Die Zauberflöte oder in The Beggar’s Opera am Theater Basel. Als Gast trat er zudem an der Opéra de Lyon (1983) sowie an der Schweizer Gastspiel-Oper (1983/84) auf. Feste Verpflichtungen als lyrischer Tenor für Oper und Operette folgten 1985/86 am Stadttheater Lüneburg und von 1986 bis 1988 am Theater Ulm. Hier erhielt er auch erstmals die Chance, sich in der Rolle des Jesus in Lloyd Webbers Musical Jesus Christ Superstar als Rocktenor auszuprobieren. Unerwartet wurde diese Produktion in der Regie von Hansjörg Hack zum bis dahin grössten Publikumserfolg des Hauses in seiner fast 300-jährigen Geschichte. Von 1988 bis 1990 war Schneider als Spieltenor am Stadttheater Bern verpflichtet, wo er seinen Einstand als Mottel im jüdischen Musical Anatevka gab und die Fachwelt insbesondere in der Rolle des Dr. Frank N. Furter in Richard O’Briens The Rocky Horror Show zu begeistern wusste. Gastverpflichtungen führten ihn u. a. ans Opernhaus Zürich (1989/90), ans Hessische Staatstheater Wiesbaden (1991), an die Selzacher Opernspiele (1989) und an die Opernfestspiele Heidenheim (1991). Sein breitgefächertes Repertoire umfasst Partien aus Oper, Operette und Musical. Daneben trat er regelmässig als Konzert- und Oratoriensänger auf.
Seit 1990 ist Schneider freischaffend. Die Erfahrung der sängerischen Freiheit in Verbindung mit dem Erfolg seines Rockgesangs beim Publikum führte ihn zum Entschluss, den Schwerpunkt seiner künstlerischen Tätigkeit fortan als Charaktertenor in die Sparte Musical zu verlagern. Grosse Popularität erlangte er daraufhin in der Rolle des Jesus Christ Superstar im gleichnamigen Musical, den er nach seinem Engagement in Ulm nun auch am Stadttheater Lüneburg (1991), an den Städtischen Bühnen Osnabrück (1991), an den Vereinigten Bühnen Krefeld-Mönchengladbach (1991–1993), bei den Schlossfestspielen Ettlingen (1992/93), am Stralsunder Theater (1993) und an den Städtischen Bühnen Bielefeld (1993/94) interpretierte. Als Judas im selben Stück gastierte er am Musiktheater im Revier Gelsenkirchen (1992/93), am Landestheater Magdeburg (1993), am Staatstheater Meiningen (1993/94) sowie am Musical Theater Basel (2002). In The Rocky Horror Show trat er als Frank N. Furter ebenfalls in Gelsenkirchen (1993–1995), am Saarländischen Staatstheater (1994/95) und an den Städtischen Bühnen Münster (1995) auf. Am Saarländischen Staatstheater interpretierte er in der Uraufführung von Frank Nimsgerns Musical Paradise of Pain den Johannes Taucher (1998/99).
Von 1995 bis 1997 sang Schneider die Titelrolle von Andrew Lloyd Webbers The Phantom of the Opera in über 500 Vorstellungen am neuen Musical Theater Basel. Auf dem Höhepunkt seiner bisherigen Karriere angekommen, trat er wiederholt als Gastsolist bei der Schweizer Musical Nacht auf und tourte mit Weihnachtsprogrammen sowie populärer Filmmusik (Classic Cinema). Weiter wirkte er bei verschiedenen CD-Produktionen mit und bestritt zahlreiche TV-Auftritte im In- und Ausland.
2003 wurde Schneider von Helmut Förnbacher an dessen Kleintheater in Basel berufen, wo er zunächst die Rolle des Mackie Messer in Kurt Weills Dreigroschenoper interpretierte und nebenbei eine szenische Collage mit Liedern von Bertolt Brecht gestaltete. Nachfolgend wurde er mit der Inszenierung von Paul Burkhards schweizerdeutschem Musical Die glai Rhygass-Oper, einer Adaption von Die kleine Niederdorfoper, betraut. 2004 sang er den Butler Scapino in der deutschsprachigen Erstaufführung von Karel Svobodas Dracula am Musical Theater Basel. Während der Sommermonate 2005–2008 interpretierte er in den Uraufführungen und Wiederaufnahmen des Musicals Heidi – Das Musical, Teil 1 und Teil 2 die Rolle des Alpöhi auf der Walensee-Bühne. Am selben Ort übernahm er 2010 die Rolle des Bösewichts Antonio Luini im Musical Die schwarzen Brüder. Im Sommer 2011 spielte er bei den Thunerseespielen in der Uraufführung von Gotthelf – Das Musical die Rolle des Ammanns in der Vehfreude. 2012 folgte die Uraufführung von Tell – Das Musical in Walenstadt, wo Schneider den hochbetagten Werner von Attinghausen interpretierte. Auf Einladung des Schweizer Kunstmalers und Zirkusdirektors Rolf Knie übernahm er in der Uraufführung des Musicals Knie – Die Geschichte einer Zirkusdynastie die Hauptrollen des Friedrich Knie und des Fredi Knie senior. Das Stück wurde 2019 in über 130 Vorstellungen in Dübendorf, Bern und Basel gespielt.

#### Mundartkunst

##### Liedermacher
Nach überstandener Krankheit im Jahr 2002 besann sich Schneider auf seine einstige Leidenschaft für den Dialektsong. So entstanden zahlreiche neue Lieder in Baselbieter Mundart, die er nachfolgend mit der eigens formierten Band Gugelfuehr aufnahm und im Rahmen eines abendfüllenden Programms unter dem Titel Anderi Lieder us em Feufliberdaal präsentierte. 2005 gründete er die Band Agglo Music Project, mit der er sein zweites Mundartalbum Schwarz Bluet einspielte und bis 2007 in wechselnder Besetzung auftrat.
Im Vorfeld der Abstimmung zur Fusion der beiden Schweizer Halbkantone Basel-Stadt und Basel-Landschaft (28. September 2014) exponierte sich Schneider mit einer privaten politischen Aktion, indem er sein selbst komponiertes «Rotstablied» sowie das traditionelle Baselbieterlied im Rahmen einer Liedertour in allen Baselbieter Gemeinden vortrug.

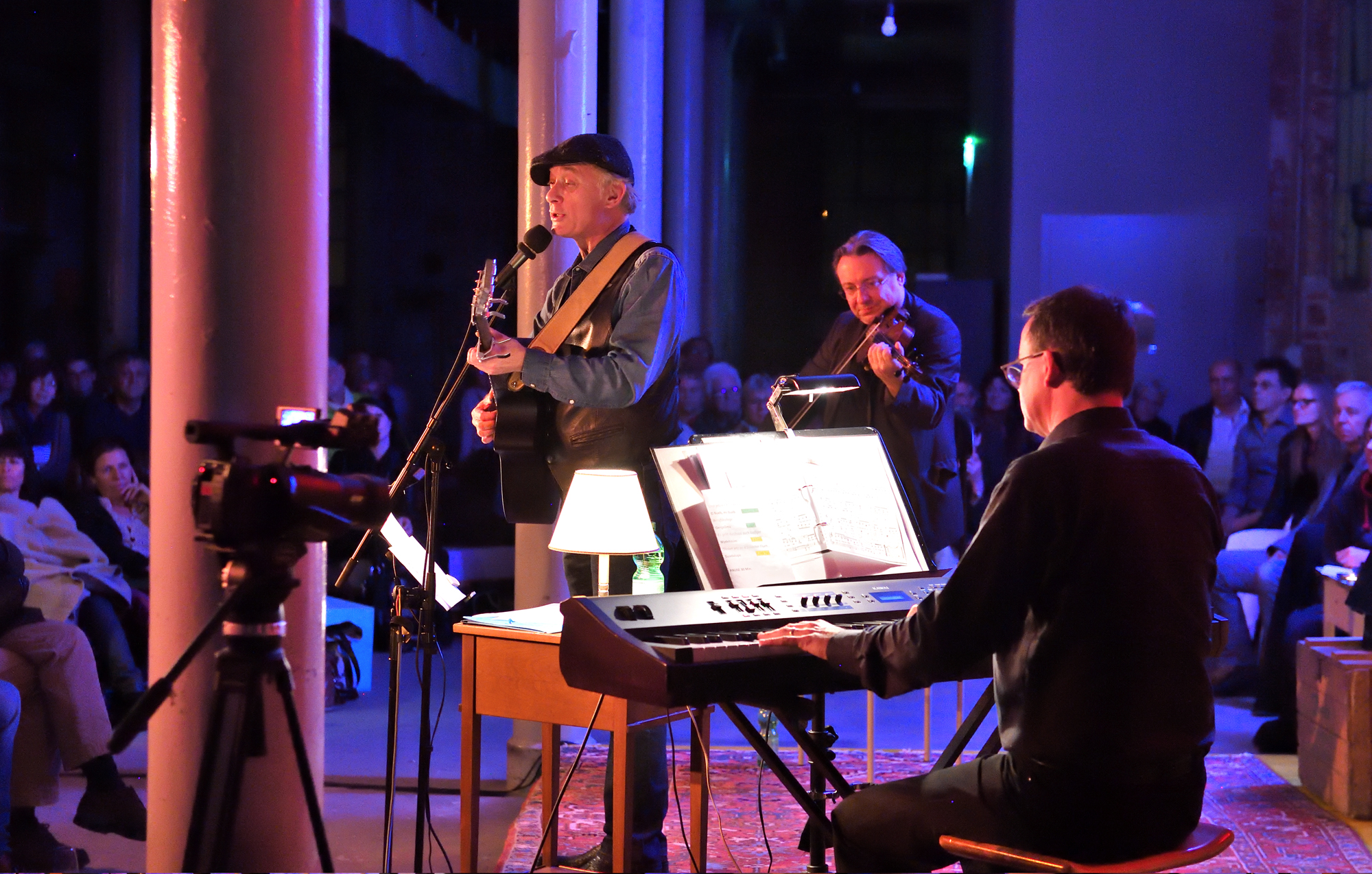
Trio Schneider, Taubitz & Bislin

Seit 2013 musiziert Schneider als Liedermacher gemeinsam mit dem Geiger Adam Taubitz und seit 2015 auch mit dem Pianisten Roman Bislin-Wild im Duo oder Trio. Dabei ist er hauptsächlich als Interpret seiner eigenen, von ihm selbst als «Schangsongs» bezeichneten Mundartlieder, -texte und freien Erzählungen auf Schweizer Kleinkunstbühnen unterwegs. In der Formation Florian Schneider Duo/Trio entstanden auch mehrere Mundartalben, jeweils gefolgt von Konzerttourneen unter dem Titel «Gastspiele auf dem Land» in der Nordwestschweiz.

##### Schauspieler / Erzähler
In der Verfilmung von Barbara Saladins Fortsetzungsroman Ein etwas anderer Sommer spielte Schneider die Rolle des mürrischen Vaganten Ruedi Haldimann. Der 97-minütige Film in der Regie von Ueli Ackermann kam im August 2008 als erster Oberbaselbieter Dialekt-Spielfilm unter dem Titel Welthund in die Schweizer Kulturkinos.
In der Rolle des Erzählers ist Schneider u. a. in Patric Scotts Kinderhörbüchern Die verrückte Reise von Pönkergüggel Tom und seinen Freunden (2021) und Pönkergüggel Tom 2: Jetzt geht’s nach Australien (2023) zu hören. Weiter rezitiert er seit einigen Jahren selbst verfasste Texte sowie freie Erzählungen im Rahmen seiner Mundartkonzerte.

##### Bänkelsänger
Seit 2006 verfasst Schneider jedes Jahr Schnitzelbänke für die Liestaler Fasnacht und unterhält das Publikum unter dem Pseudonym «Muser Schang» mit seiner Gitarre, Kostüm und Larve in der Art der alten Bänkelsänger. In gleicher Rolle war er von 2008 bis 2014 auch beim traditionellen Rotstab-Cabaret, der bedeutendsten Vorfasnachtsveranstaltung im Baselbiet, engagiert.

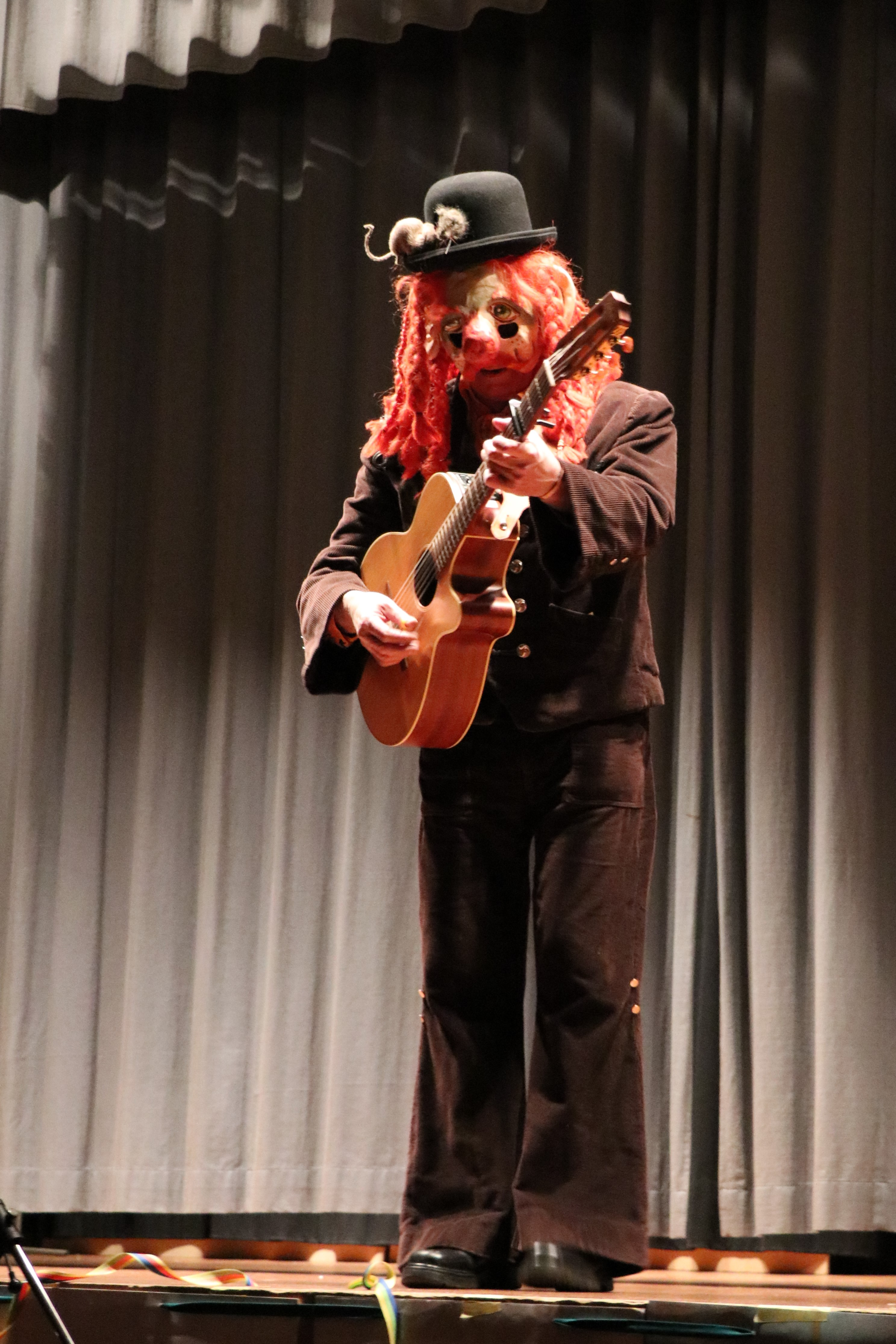
Florian Schneider als Schnitzelbank Muser Schang am Rotstab-Cabaret

##### Kolumnist
Für die Oberbaselbieter Regionalzeitung Volksstimme schreibt Schneider seit 2014 regelmässig Mundartkolumnen. Eine Auswahl seiner Texte erschien 2022 in Kombination mit Schangsongs als Buch und Hörbuch unter dem Titel Chröt im Haber & Chrähien im Chorn.
Florian Schneider lebt als freischaffender Künstler in Eptingen.

## Auszeichnungen
- 1996: Preis der Basellandschaftlichen Kantonalbank für Schneiders gesangliche und schauspielerische Leistung bei der Interpretation der Titelpartie in Andrew Lloyd Webbers The Phantom of the Opera am Musical Theater Basel. In der Laudatio wurde angemerkt, dass Florian Schneider mit seiner künstlerischen Arbeit dazu beitrage, das Musical als Gattung musikalischer Unterhaltung zu einem festen Bestandteil des Kulturangebotes in der Schweiz zu etablieren.[3]
- 2021: Preis der deutschen Schallplattenkritik in der Kategorie Folk/Singer-Songwriter für die Produktion Hals an Hals & Bein an Bein: Schangsongs, einer Neuaufnahme ausgewählter Mundartlieder auf Hochdeutsch mit dem Florian Schneider Trio.[15]

## Diskografie
Seit den 1990er-Jahren sang Florian Schneider auf zahlreichen Studioalben. Die 1996 veröffentlichte Maxi-Single The Phantom of the Opera – Original Basel Cast hielt sich seinerzeit monatelang in den deutschen Musicalcharts. Darüber hinaus entstanden folgende Eigenproduktionen:
- Tenoriginals (Englisch) / 1994
- Florian Schneider & e Gugelfuehr: Anderi Lieder us em Feufliberdaal (Mundart) / 2003
- Agglo Music Project: Schwarz Bluet (Mundart) / 2007
- Schangsongs (Mundart) / 2015
- Schangsongs 2 (Mundart) / 2017
- Longings of a Bard (Englisch) / 2017
- Schangsongs 3 (Mundart) / 2018
- Schangsongs 4 (Mundart) / 2020
- Hals an Hals & Bein an Bein: Schangsongs (Hochdeutsch) / 2021

## Film
- Welthund. WH-Films, 2008, ISAN 0000-0001-E177-0000-Y.

## Buch
- Florian Schneider: Chröt im Haber & Chrähien im Chorn. Verlag Schaub Medien AG, Sissach 2022, ISBN 978-3-9525224-9-3.